# Elisabeth Binz-Winiger
Elisabeth Binz-Winiger (* 22. April 1890 in Luzern; † 14. Dezember 1981 in Bern; heimatberechtigt ebenda, Kammersrohr und Basel) war eine Schweizer Frauenrechtlerin aus dem Kanton Bern.

## Leben
Elisabeth Binz-Winiger war eine Tochter von Josef Winiger. Sie heiratete Arthur Binz, Sohn von Urs Joseph Binz.
Sie wurde in einem Internat am Genfersee und in England ausgebildet, absolvierte eine Musikschulung und erwarb im Jahr 1917 die eidgenössische Matura. Im Jahr 1923 wurde sie sie in englischer und deutscher Literatur sowie in Kunstgeschichte promoviert.
Sie war Mitarbeiterin der 1925 gegründeten Neuen Berner Nachrichten, der Schweizerin und des Vaterlands. Sie schrieb vor allem Buchrezensionen und Theaterkritiken. Sie war Vorstandsmitglied des Berner Theatervereins. 25 Jahre lang präsidierte sie den Katholischen Frauenbund, Sektion Bern. Sie gründete den «Literarisch-geselligen Klub» in Bern und sass im Stiftungsrat der Schweizerischen Volksbibliothek.
Elisabeth Binz-Winiger war eine bedeutende Vertreterin der schweizerischen Frauenbewegung.

## Bibliographie
- 1926 – Erziehungsfragen in den Romanen von Richardson, Fielding, Smollett, Goldsmith und Sterne. Thomas & Hubert